# Нойбоєрн
Нойбоєрн (нім. Neubeuern) — громада в Німеччині, розташована в землі Баварія. Підпорядковується адміністративному округу Верхня Баварія. Входить до складу району Розенгайм.
Площа — 15,32 км2. Населення становить 4260 ос. (станом на 31 грудня 2020).